# Mandarinente

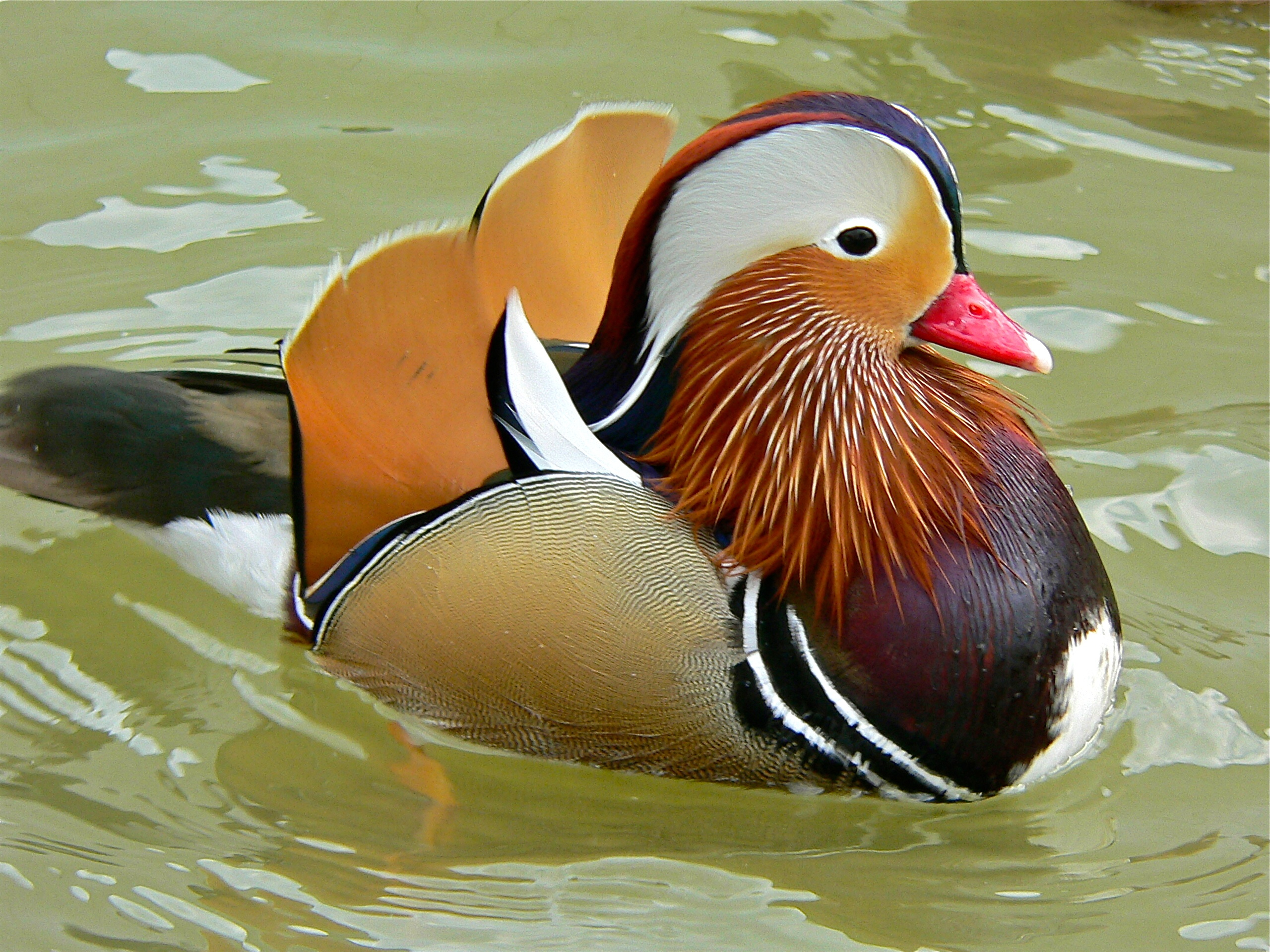
Männchen

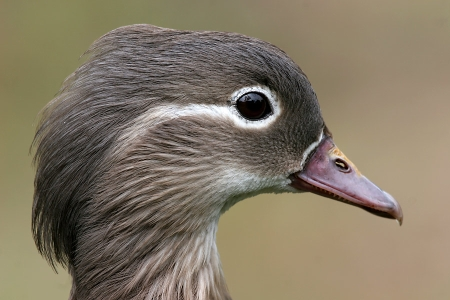
Kopfstudie Weibchen

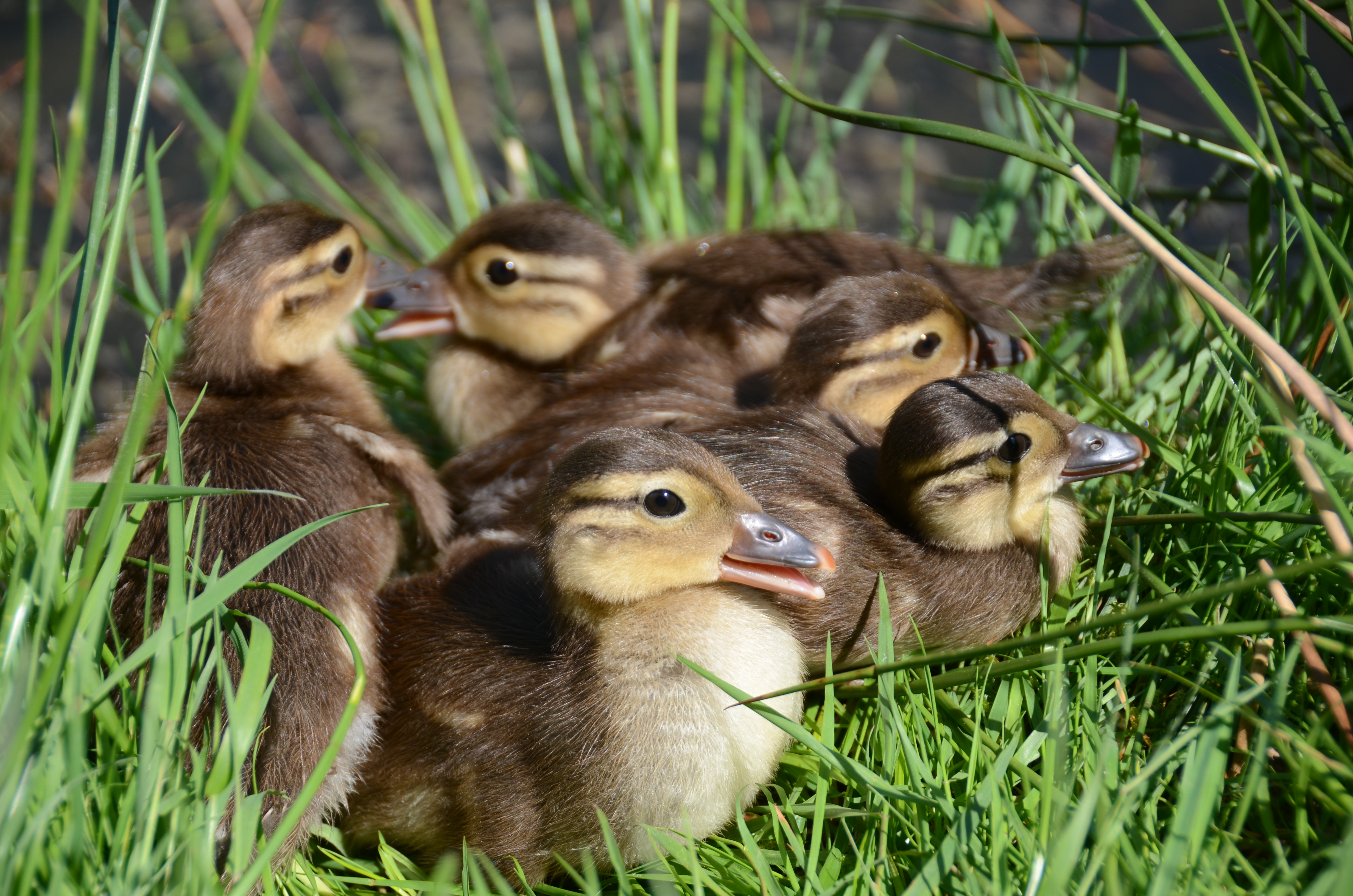
Küken

Die Mandarinente (Aix galericulata) ist eine ursprünglich in Ostasien beheimatete Vogelart aus der Familie der Entenvögel (Anatidae). Sie gehört wie die Brautente zur Gattung Aix. In Europa gibt es vereinzelt verwilderte Parkpopulationen, die aus Gefangenschaftsflüchtlingen entstanden sind. 
Als Ziergeflügel ist diese Entenart seit Jahrhunderten sehr beliebt. In ihrem ursprünglichen Verbreitungsgebiet dagegen sind die Bestände der Mandarinente rückläufig und gelten teils als gefährdet. Aufgrund der weiten Verbreitung als Ziergeflügel wird der Bestand jedoch insgesamt als ungefährdet eingestuft.

## Aussehen
Die Mandarinente gehört zur heute nicht mehr gebräuchlichen Tribus „Glanzenten“, deren Name vom metallischen Glanz ihres Gefieders stammt. Sie zählt zu den mittelgroßen Enten und erreicht eine Körperlänge zwischen 41 und 51 Zentimetern. Die Männchen wiegen zwischen 571 und 693 Gramm. Die Weibchen sind mit einem Gewicht zwischen 428 und 608 Gramm etwas leichter.  Im Flug ist bei beiden Geschlechtern der dunkelgrüne Spiegel sichtbar. Der kleine und spitze Schwanz ist jedoch das auffallendste Merkmal, an dem fliegende Mandarinenten erkannt werden können.

### Männchen
Den prächtigen, bunten Erpel erkennt man leicht an seinem grün-metallischen Schopf, dem kastanienbraunen „Backenbart“, dem großen weißen Überaugenstreifen und den auffallend großen orangefarbenen Flügelfedern, die „segelartig“ aufgestellt sind. Der Kopf wirkt verhältnismäßig groß. Die Männchen weisen keine Farbvariabilitäten auf, jedoch sind die Kopfschmuck- und Segelfedern unterschiedlich ausgebildet. Im Ruhekleid weisen die Erpel der Mandarinente viele Gemeinsamkeiten mit dem Federkleid der Weibchen auf. Bei ihnen sind jedoch Brust und Flanken klarer gelbbraun gezeichnet. Der Rücken ist etwas dunkler und der Schnabel ist matt karminrot. Mandarinenten beginnen ab Mitte Mai mit dem Gefiederwechsel ins Ruhekleid. Es erfolgt zunächst die Kleingefiedermauser. Dann werden die Steuerfedern durchgemausert und im Juli erfolgt der Abwurf der Schwingenfedern. Die Enten sind dann für etwa einen Monat flugunfähig. Der Wechsel ins Prachtkleid beginnt Ende August.

### Weibchen
Das graubraune Weibchen ist vergleichsweise unscheinbar, hat einen weißen Augenring mit einem verlängerten Lidstrich, ein weißes Kinn und eine gefleckte Unterseite. Die Weibchen sind leicht mit den Weibchen der Brautente zu verwechseln. Die Weibchen der Mandarinente sind insgesamt kleiner und sind verglichen mit Brautentenweibchen an der Flanke gröber gefleckt und haben einen schmaleren weißen Augenring. Der Kopf ist grau und nicht grünlich. Die Armschwingen haben außerdem einen grünlichen Spiegel und weiße Spitzen. Auch beim Weibchen sind die Flankenfedern auffallend groß und rundlich. Beim Weibchen beginnt die Mauser nach dem Brutende. Die Mauser verläuft daher einen Monat nach der des Erpels.

### Erscheinungsbild der Dunenküken und Jungenten
Die Dunenküken der Mandarinente sind an der Körperoberseite dunkelbraun und an der Körperunterseite hellbraun bis strohgelb. Die Flügelseiten sind etwas heller und kleine helle Farbpartien finden sich auch an den Rückenseiten sowie den Flanken. Die Kopfplatte und der Hals und der Nacken sind braun. Der Hals und die Gesichtsseiten dagegen gelbbraun. Die Brust ist rahmgelb, und in geringem Umfang weisen die Küken der Mandarinente auch im Flügelbereich rahmgelbe Flecken auf. Vom Auge ausgehend verläuft ein dunkler Zügel zum Nacken sowie ein weiterer, hellerer, der aber weniger auffällig ist, parallel darunter.
Bei frisch geschlüpften Dunenküken ist der Schnabel dunkel braungrau mit einem rotbraunen Nagel. Die Beine sind vorne dunkelgrau und olivgrau an den Seiten. Die Schwimmhäute sind dunkelgrau. Mit zunehmendem Alter färbt sich der Schnabel zunächst so um, dass er an der Schnabelbasis und entlang der Schnabelränder fleischfarben ist. Bei ausgewachsenen Mandarinenten ist er schließlich vollständig fleischfarben. Die Beine färben sich mit zunehmendem Alter in ein Olivgelb um. Die Schwimmhäute bleiben dunkel. Junge, noch nicht ausgewachsene Mandarinentenerpel haben ein rotbraun geschupptes Gefieder. Der Schnabel ist rötlich. Bei weiblichen Jungvögeln ist dagegen das Brustgefieder graubraun und weist eine senkrechte Strichelung auf.

## Stimme
Mandarinenten sind vergleichsweise wenig ruffreudige Enten. Vom Männchen ist gelegentlich ein kurzes und ansteigendes, häufig mehrfach hintereinander gerufenes pfruib zu hören. Auffliegende Männchen geben ein schrill pfeifendes üib von sich. Die Weibchen rufen dagegen tief glucksend und scharf käk oder kett.

## Verbreitung und Bestand

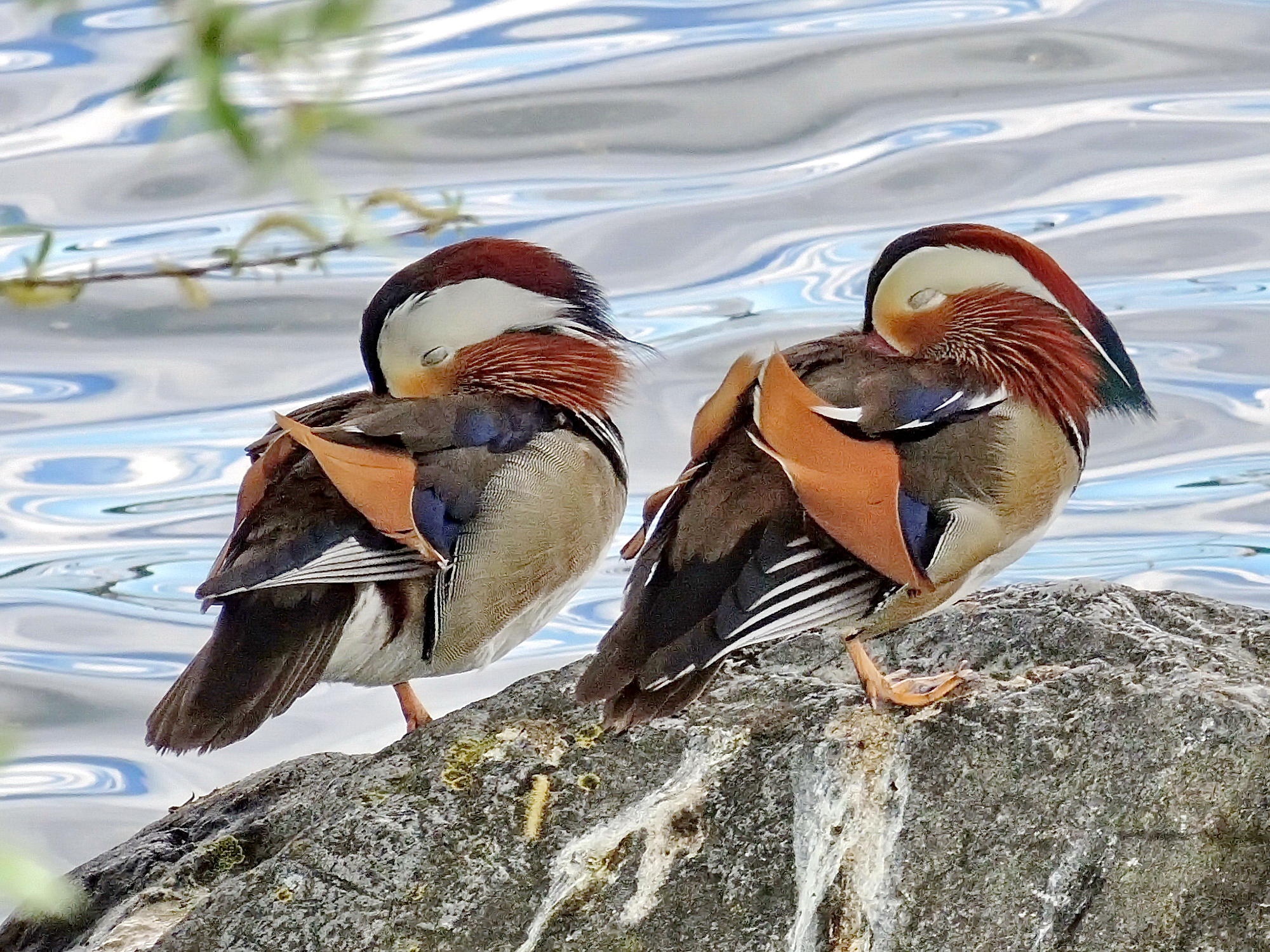
Ruhende Mandarinentenmännchen

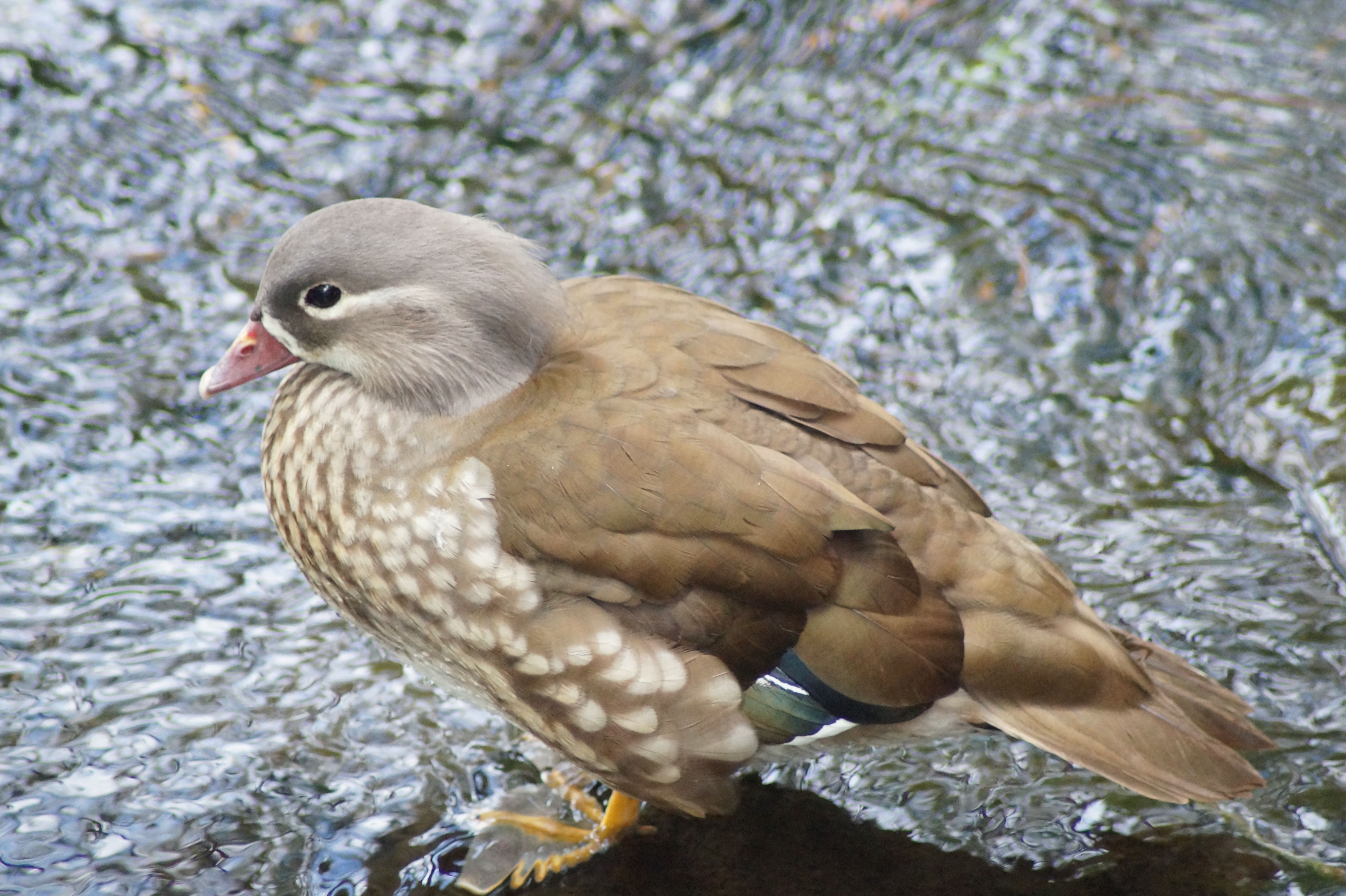
Mandarinentenmännchen im Schlichtkleid – aufgenommen im Naturschutzgebiet Saarn-Mendener Aue in Mülheim an der Ruhr

Die ursprüngliche Heimat der Mandarinenten sind Nordostchina und das Amurgebiet, wo es noch etwa 1.000 Paare gibt, sowie Japan mit etwa 5.000 Paaren. Dort sind sie jedoch stark bedroht. Der Bestandsrückgang ist vorwiegend auf eine Zerstörung ihrer Lebensräume zurückzuführen.
Inzwischen findet man Mandarinenten fast überall auf der Welt in Parks und Zierteichen, zum Teil auch als Gefangenschaftsflüchtling oder Neozoon, beispielsweise in Deutschland, Österreich, in der Schweiz, in den Niederlanden und in Südengland.
Die in England lebenden Tiere werden heute als eigene Population gewertet, da sie sich seit längerer Zeit selbständig reproduzieren. In West- und Mitteleuropa bilden sich durch Gefangenschaftsflüchtlinge kurzzeitige Ansiedelungen, während eine längerfristige Etablierung nur sehr langsam stattfindet. Die meisten mitteleuropäischen Populationen bestehen aus freifliegenden Nichtbrütern und erlöschen meist nach kurzer Zeit. Dies ist auch bei mindestens einem Einbürgerungsversuch in Deutschland der Fall gewesen. Der Ornithologe Oskar Heinroth siedelte in Berlin nach 1900 Mandarinenten an, die sich bis mindestens 1920 vermehrten. Einen zweiten Ansiedelungserfolg gab es nach 1975 in Brandenburg. Dort vermehrten sie sich bis mindestens 1990. Allerdings waren diese Mandarinenten einem hohen Feinddruck durch Marder ausgesetzt, so dass diese Einbürgerung letztlich erfolglos verlief. Ausgehend von freifliegenden Individuen auf den Gewässern des Berliner Zoos hat sich in der Region um Berlin jedoch mittlerweile eine Population gebildet, die fast 500 Weibchen umfasst. Zweiter Ausgangsort einer Ansiedelung war nach 1990 der Tierpark in Cottbus, so dass es in dieser Region um 1998 etwa 80 bis 120 Brutpaare gab. Am Tegeler See in Berlin sowie im Großen Garten in Dresden leben einige Paare. Der erste Brutnachweis im Großraum München stammt aus dem Jahr 1971. Seither leben mehr als 20 Brutpaare in Münchner Gewässern. In der Schweiz gab es eine erste erfolgreiche Fortpflanzung wildlebender Mandarinenten 1958, und seit 1980 ist sie alljährlicher Brutvogel, wobei sich seit den 1990er Jahren eine leichte Zunahme und Ausbreitung feststellen lässt. Wildlebende Populationen in Österreich gibt es beispielsweise in Wiener Parkanlagen oder im Vorarlberger Rheindelta. In Belgien stellte man die erste Brut 1987 fest, seitdem ist die Brutzahl bis 2002 auf etwa 80 bis 95 Brutpaare allein in Flandern angestiegen. In den Niederlanden ereigneten sich die ersten Bruten schon 1964 und mittlerweile beträgt der Brutpaarbestand für das Jahr 2000 zwischen 200 und 260 Paare.
Der europäische wildlebende Bestand scheint mit geschätzten 7.000 Brutpaaren mittlerweile den asiatischen zu übertreffen.
Insgesamt gibt es laut IUCN etwa 65.000 Mandarinenten. Der Gesamtbestand gilt als ungefährdet.

## Lebensweise

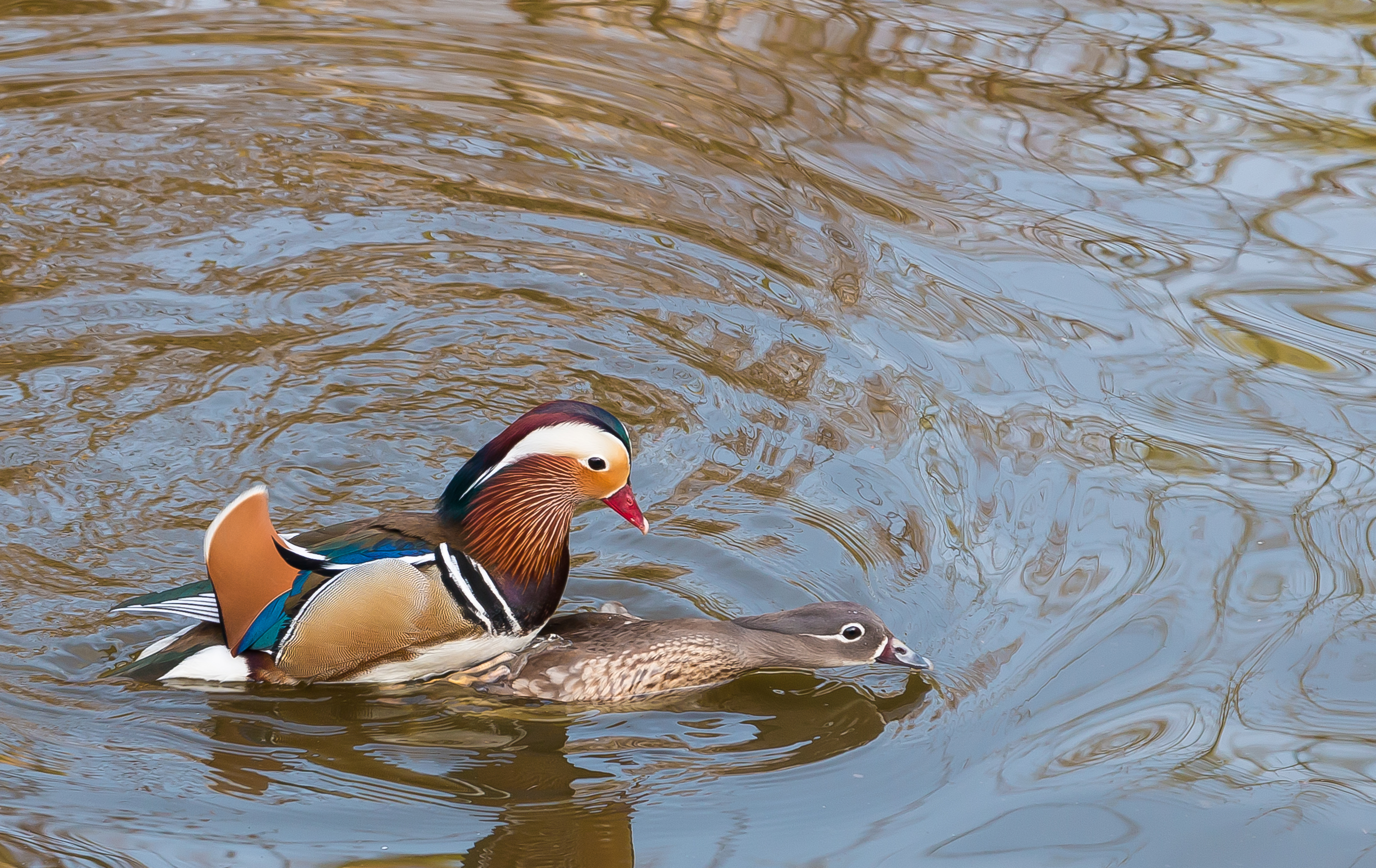
Mandarinenten bei der Paarung

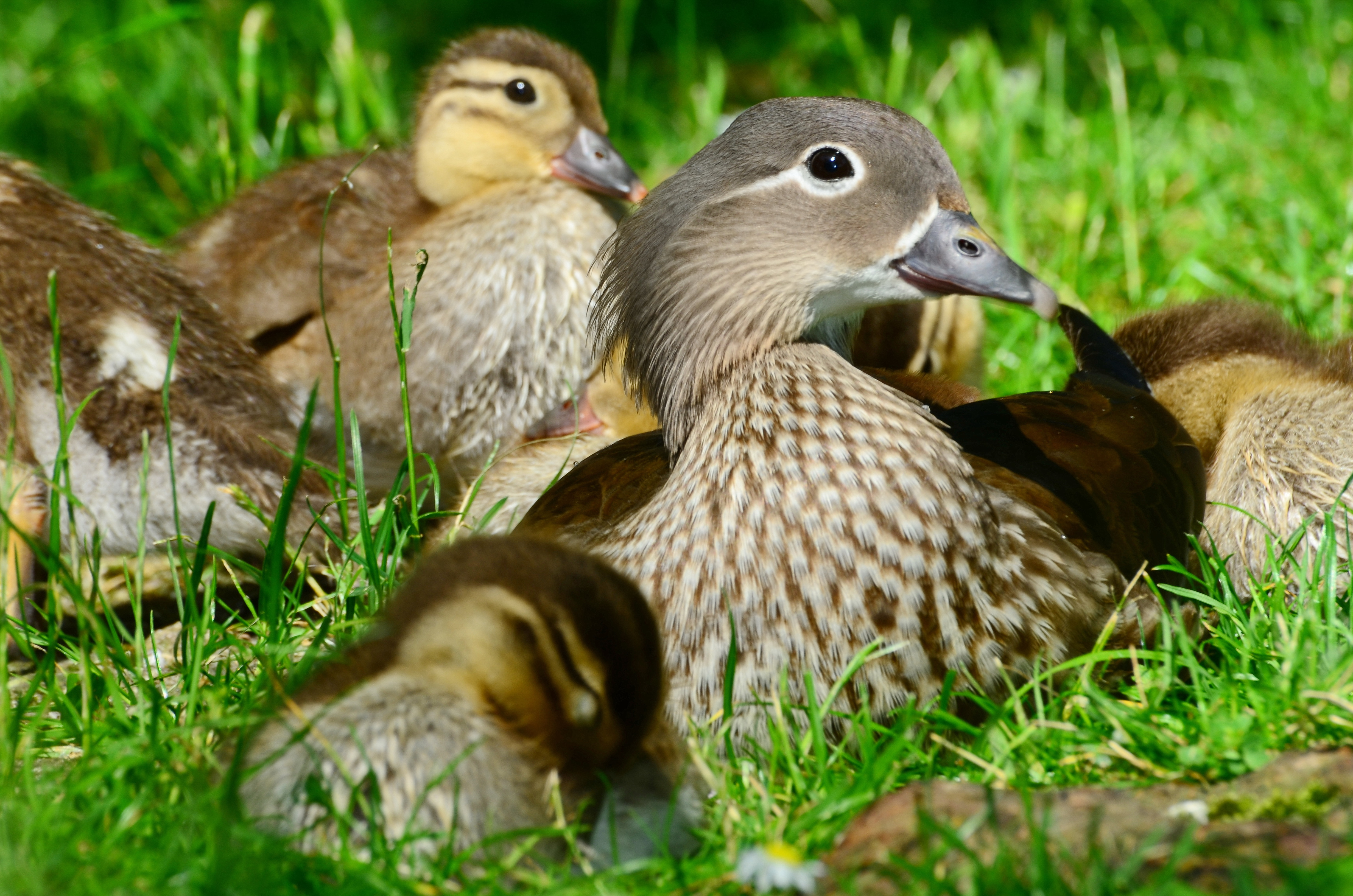
Weibchen mit Küken

Der favorisierte Lebensraum der Mandarinente sind waldumstandene Binnengewässer. Sie bevorzugt oligotrophe Seen und Teiche und siedelt außerdem an den Mittel- und Unterläufen zahlreicher Flüsse der Laubwaldtaiga. Die Mandarinente brütet in Baumhöhlen, die bis zu neun Metern über dem Erdboden liegen. In ihrer natürlichen Umgebung ist sie sehr scheu und hält sich vorwiegend in der dichten Ufervegetation von Flüssen und Seen versteckt. Dabei fliegt sie sehr geschickt durch die Zweige hindurch und klettert mit ihren spitzen Krallen im Geäst der Bäume.
Mandarinenten sind sehr kälteunempfindlich. Da sie überdies eine sehr große Ortstreue besitzen, können sie in Mitteleuropa freilebend gehalten werden. Sie suchen ihre Nahrung überwiegend auf dem Land, wobei sie auch große Samen wie Eicheln und Bucheckern als ganze verschlucken.

## Fortpflanzung

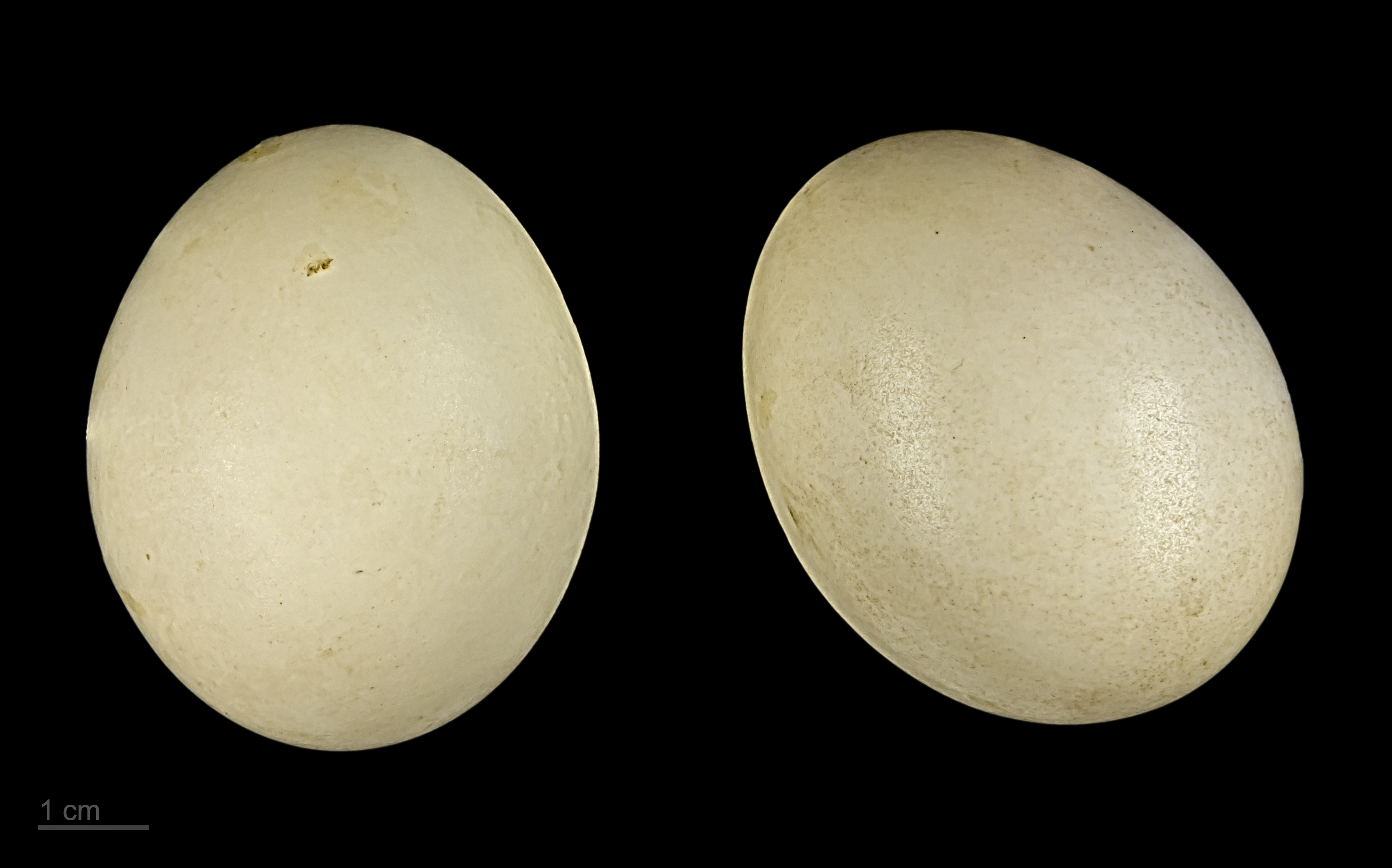
Eier der Mandarinente

Mandarinenten werden bereits im ersten Lebensjahr geschlechtsreif, allerdings haben einjährige Mandarinentenweibchen eine geringere Reproduktionsrate als ältere Weibchen. Die Art führt eine monogame Saisonehe, jedoch sind Wiederverpaarungen nicht selten.
Die Paarbildung unter den Mandarinenten beginnt bereits mit Einbruch des Winters. Viele Paare bleiben mehrere Jahre hinweg miteinander zusammen.
Das Weibchen legt in einer Baumhöhle sechs bis zehn weiße Eier, die fünf Zentimeter groß sind, und brütet diese allein in etwa 28 bis 31 Tagen aus. Dank ihrer spitzen Krällchen und langen Schwanzfedern zum Abstützen können sich bereits die Küken genauso sicher in den Zweigen bewegen wie ihre Eltern sowie zum Ausgang der Bruthöhle gelangen, um von dort in die Tiefe zu springen. Die Jungen sind außerdem in der Lage, sich sehr früh selbständig zu ernähren. Sie werden jedoch gewöhnlich in den ersten Nächten von dem weiblichen Elternvogel gehudert. Junge Mandarinenten sind mit etwa 40 bis 45 Tagen flugfähig. Sie verlassen dann das elterliche Brutrevier und bilden Schwärme, die sich an geeigneten Gewässern niederlassen. Fortpflanzungsfähig sind sie bereits in ihrem zweiten Lebensjahr.

## Mandarinente und Mensch

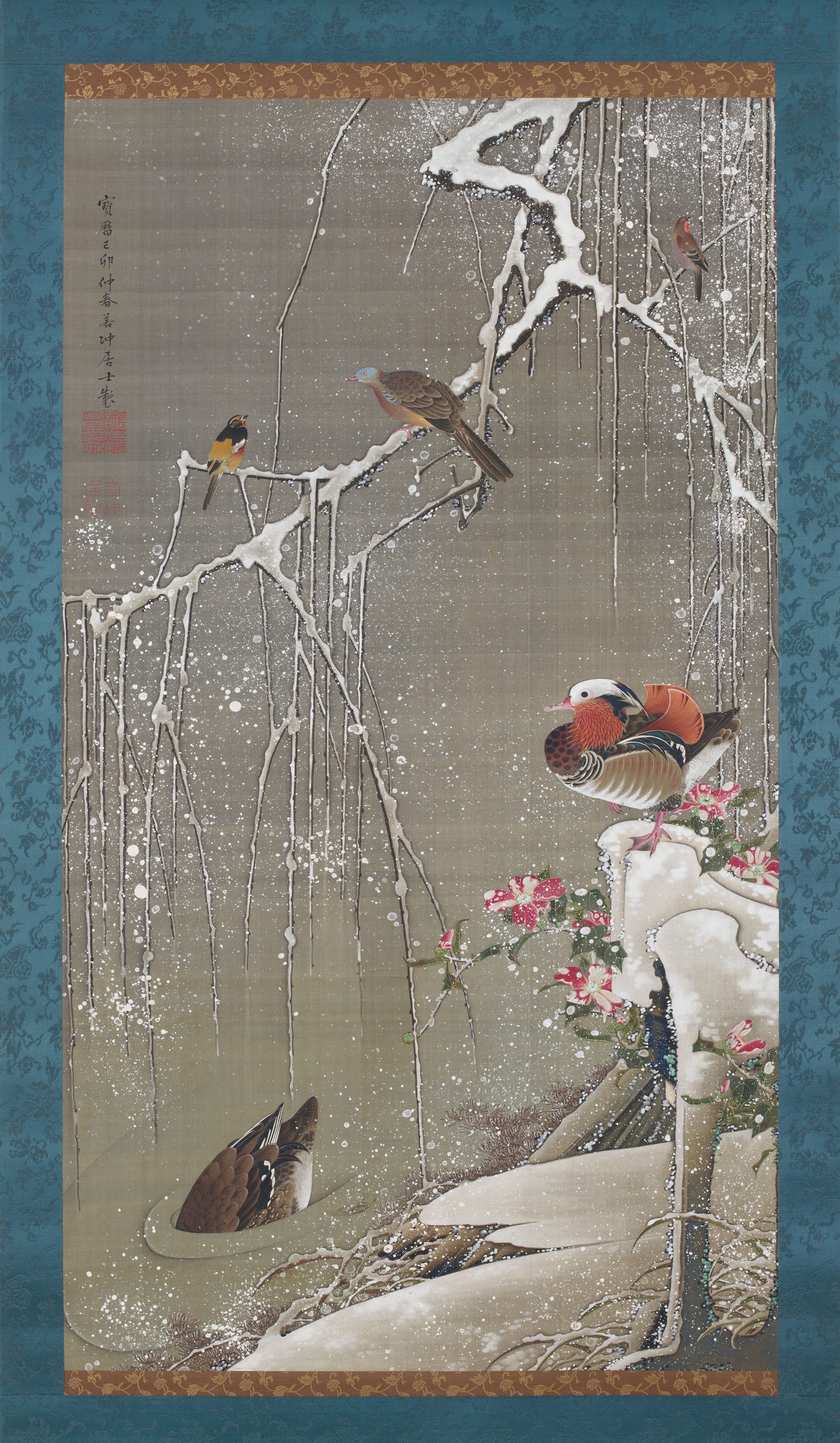
Itō Jakuchū: Mandarinenten im Schnee, 1759

In China gilt die Mandarinente als Symbol für eheliche Treue, wegen ihrer ausgeprägt monogamen Lebensweise, da die Enten ihren Partner erst nach einem Jahr wechseln. In der Qing-Dynastie war sie überdies Abzeichen der Zivilbeamten des 7. Ranges. Bejagt wurde diese Entenart verhältnismäßig selten. Ihr Fleisch gilt als wenig wohlschmeckend.
In Europa wurde die Mandarinente wegen ihrer auffallenden Färbung bereits 1745 eingeführt. Die Erstzucht gelang 1834.
Das britische Pachtgebiet Weihaiwei führte 1898 bis 1930 ein Mandarinentenpärchen als Flaggenabzeichen (Badge).

## Hybridisierung in Gefangenschaftshaltung
Der Mandarinente wurde lange nachgesagt, dass sie wegen einer abweichenden Chromosomenzahl nicht in der Lage sei, mit anderen Entenarten überlebensfähigen Nachwuchs zu zeugen. Tatsächlich kommt es in Gefangenschaftshaltung immer wieder zu Kreuzungen. Von den Arten, mit denen Kreuzungen beschrieben worden sind, kommt nur eine im natürlichen Verbreitungsgebiet der Mandarinente vor.
Mit folgenden Arten sind Kreuzungen bekannt, bei denen überlebensfähige Küken schlüpften:
- Brautente (Aix sponsa): Die Brautente gehört wie die Mandarinente zur Gattung Aix und ist mit ihr entsprechend eng verwandt. Sie kommt natürlich nur in Nordamerika vor. Nachwuchs aus Kreuzungen mit der Brautente wurden bereits zu Beginn des 20. Jahrhunderts beschrieben.
- Laysanente (Anas laysanensis): Die Laysanente gehört zu der Gattung der Eigentlichen Enten. Sie ist ein Inselendemit, der nur auf der Insel Laysan, Hawaii, vorkommt. Es ist bislang nur eine einzige Hybridisierung beschrieben worden, bei der zwei Küken schlüpften, denen jedoch die Augen fehlten. Eines der beiden Küken überlebte die ersten Tage, starb jedoch als Jungvogel.[12]
- Stockente (Anas platyrhynchos): Das Verbreitungsgebiet der beiden Arten überlappt sich in Ostasien, die beschriebenen Hybriden stammen jedoch aus Gefangenschaftshaltung. Berichte von Kreuzungen, bei denen der weibliche Elternvogel immer eine Stockente war, liegen bereits seit 1890 vor.[12]
- Schnatterente (Anas strepera): Es ist nur eine erfolgreiche Aufzucht von Jungvögeln bekannt. Bei dieser war der weibliche Elternvogel eine Mandarinente.
- Rotkopfente (Aythya americana)
- Eisente (Clangula hyemalis): Die Eisente zählt zu den zahlreichsten Enten der arktischen Fauna. Ein Typusexemplar dieser Kreuzung befindet sich in der Sammlung des American Museum of Natural History.

Auffallend ist, dass Kreuzungen der Mandarinente lediglich mit sechs anderen Arten bekannt sind. Für die nah verwandte Brautente sind dagegen Kreuzungen mit 39 anderen Entenarten bekannt.

## Belege